# Pepsi MTV Indies
Pepsi MTV Indies foi um canal de televisão indiano dedicado a cultura indie, com a exibição de videoclipes, filmes, arte e comédia, de propriedade da Viacom18.

## História
Em fevereiro de 2014, a Viacom18 anunciou o lançamento do canal junto a PepsiCo India, como parte de um acordo de três anos. Sudhanshu Vats, então presidente da Viacom18, afirmou que a Índia estava mudando o seu hábito de consumo coletivo para individualista, com o gênero jovem e musical oferecendo grande oportunidade de crescimento. Além do anúncio do canal, a Pepsi revelou sua nova embalagem e logotipo.
Junto ao lançamento do canal na televisão, houve a disponibilização de um site e um aplicativo para Android e iOs, que permitia a descoberta de música indie com reconhecimento do nome da música, letra e vídeos. Todos os conteúdos eram disponibilizados em formato multiplataforma.
Como parte da expansão do canal, parcerias de conteúdos foram fechadas com a Balcony TV, Indie Earth e Bluefrog TV, além de sua associação a eventos locais e colaboração com as bandas Menwhopause, Indian Ocean, Parikrama, Spud in the Box e Sky Rabbit. Após dois meses de seu lançamento, o canal atingiu o alcance de 17 milhões de casas.
Em 2015 lançou o festival de quatro dias MTV Indies Spiro, e firmou novas parcerias e anunciantes.
Em setembro de 2016, a Viacom18 anunciou o lançamento da MTV Beats em substituição da Pepsi MTV Indies, com a migração de seu conteúdo para a internet. Em 7 de setembro de 2016, encerrou suas transmissões. Em março de 2018 teve seu site e aplicativo descontinuados.